# Lokalbahn Gänserndorf–Mistelbach
| Der bislang letzte Zug am Schweinbarther Kreuz |                      |                                                              |                                                              |
| Streckennummer (ÖBB): | 183 01               |                                                              |                                                              |
| Kursbuchstrecke (ÖBB): | 912                  |                                                              |                                                              |
| Streckenlänge: | in Betrieb: 22,98 km |                                                              |                                                              |
| Spurweite: | 1435 mm (Normalspur) |                                                              |                                                              |
| Netzkategorie: | C                    |                                                              |                                                              |
| Maximale Neigung: | 29 ‰                 |                                                              |                                                              |
| Minimaler Radius: | 121 m                |                                                              |                                                              |
| Streckengeschwindigkeit: | 60 km/h              |                                                              |                                                              |
| |                      |                                                              |                                                              |
| \| \| \| von Wien \| \| \| \| 31,313 \| Gänserndorf \| Gänserndorf \| \| \| 31,8 \| Gänserndorf Lagerhaus \| Gänserndorf Lagerhaus \| \| \| 31,8660,0 \| \| \| \| \| 0,078 \| nach Břeclav bzw. Marchegg \| nach Břeclav bzw. Marchegg \| \| \| 0,154 \| Anschlussbahn (Awanst) RWA Raiffeisen Ware Austria \| Anschlussbahn (Awanst) RWA Raiffeisen Ware Austria \| \| \| 0,902 \| Weidenbach \| Weidenbach \| \| \| 0,957 \| Anschlussbahn (Awanst) OMV \| Anschlussbahn (Awanst) OMV \| \| \| 5,014 \| Anschlussbahn (Awanst) OMV (Rohrlagerplatz) \| Anschlussbahn (Awanst) OMV (Rohrlagerplatz) \| \| \| 5,055 \| Prottes \| Prottes \| \| \| 7,775 \| Matzen \| Matzen \| \| \| 10,710 \| Raggendorf \| Raggendorf \| \| \| \| von Stammersdorf \| \| \| \| 13,668 \| Groß Schweinbarth \| Groß Schweinbarth \| \| \| \| Weidenbach \| \| \| \| 18,247 \| Bad Pirawarth (früher Pirawarth) \| Bad Pirawarth (früher Pirawarth) \| \| \| \| nach Dobermannsdorf \| \| \| \| 18,966 \| Bad Pirawarth Haltestelle (2004 eingestellt) \| Bad Pirawarth Haltestelle (2004 eingestellt) \| \| \| 19,877 \| Kollnbrunn (2004 eingestellt) \| Kollnbrunn (2004 eingestellt) \| \| \| 21,481 \| Anschlussbahn (Awanst) \| Anschlussbahn (Awanst) \| \| \| 21,763 \| Gaweinstal (bis 1. Nov. 1918 Gaunersdorf) (2004 eingestellt) \| Gaweinstal (bis 1. Nov. 1918 Gaunersdorf) (2004 eingestellt) \| \| \| 22,500 \| Gaweinstal Brünner Straße (2004 eingestellt) \| Gaweinstal Brünner Straße (2004 eingestellt) \| \| \| \| Höbersbrunn-Atzelsdorf aufgelassen \| \| \| \| \| Paasdorf Lokalbahn aufgelassen \| \| \| \| \| Mistelbacher Straße \| \| \| \| \| Gleisende neben Mistelbacher Straße \| \| \| \| \| Paasdorf Rübenplatz \| \| \| \| \| Umfahrung Paasdorf \| \| \| \| \| von Korneuburg \| \| \| \| \| Mistelbacher Straße \| \| \| \| \| von Wien \| \| \| \| \| Mistelbach Lokalbahn \| \| \| \| \| nach Hohenau \| \| |                      |                                                              |                                                              |
| Strecke |                      | von Wien                                                     | von Wien                                                     |
| Bahnhof | 31,313               | Gänserndorf                                                  | Gänserndorf                                                  |
| ehemaliger Haltepunkt / Haltestelle | 31,8                 | Gänserndorf Lagerhaus                                        | Gänserndorf Lagerhaus                                        |
| Strecke | 31,8660,0            |                                                              |                                                              |
| Abzweig geradeaus und nach rechts | 0,078                | nach Břeclav bzw. Marchegg                                   | nach Břeclav bzw. Marchegg                                   |
| Abzweig geradeaus und von links | 0,154                | Anschlussbahn (Awanst) RWA Raiffeisen Ware Austria           | Anschlussbahn (Awanst) RWA Raiffeisen Ware Austria           |
| Brücke über Wasserlauf | 0,902                | Weidenbach                                                   | Weidenbach                                                   |
| Abzweig geradeaus und nach rechts | 0,957                | Anschlussbahn (Awanst) OMV                                   | Anschlussbahn (Awanst) OMV                                   |
| Abzweig geradeaus und nach links | 5,014                | Anschlussbahn (Awanst) OMV (Rohrlagerplatz)                  | Anschlussbahn (Awanst) OMV (Rohrlagerplatz)                  |
| Haltepunkt / Haltestelle | 5,055                | Prottes                                                      | Prottes                                                      |
| Haltepunkt / Haltestelle | 7,775                | Matzen                                                       | Matzen                                                       |
| Haltepunkt / Haltestelle | 10,710               | Raggendorf                                                   | Raggendorf                                                   |
| Abzweig geradeaus und von links |                      | von Stammersdorf                                             | von Stammersdorf                                             |
| Bahnhof | 13,668               | Groß Schweinbarth                                            | Groß Schweinbarth                                            |
| Brücke über Wasserlauf |                      | Weidenbach                                                   | Weidenbach                                                   |
| Kopfbahnhof Strecke ab hier außer Betrieb | 18,247               | Bad Pirawarth (früher Pirawarth)                             | Bad Pirawarth (früher Pirawarth)                             |
| Abzweig geradeaus und nach rechts (Strecke außer Betrieb) |                      | nach Dobermannsdorf                                          | nach Dobermannsdorf                                          |
| Haltepunkt / Haltestelle (Strecke außer Betrieb) | 18,966               | Bad Pirawarth Haltestelle (2004 eingestellt)                 | Bad Pirawarth Haltestelle (2004 eingestellt)                 |
| Haltepunkt / Haltestelle (Strecke außer Betrieb) | 19,877               | Kollnbrunn (2004 eingestellt)                                | Kollnbrunn (2004 eingestellt)                                |
| Abzweig geradeaus und nach links (Strecke außer Betrieb) | 21,481               | Anschlussbahn (Awanst)                                       | Anschlussbahn (Awanst)                                       |
| Bahnhof (Strecke außer Betrieb) | 21,763               | Gaweinstal (bis 1. Nov. 1918 Gaunersdorf) (2004 eingestellt) | Gaweinstal (bis 1. Nov. 1918 Gaunersdorf) (2004 eingestellt) |
| Haltepunkt / Haltestelle (Strecke außer Betrieb) | 22,500               | Gaweinstal Brünner Straße (2004 eingestellt)                 | Gaweinstal Brünner Straße (2004 eingestellt)                 |
| Haltepunkt / Haltestelle (Strecke außer Betrieb) |                      | Höbersbrunn-Atzelsdorf aufgelassen                           | Höbersbrunn-Atzelsdorf aufgelassen                           |
| Haltepunkt / Haltestelle (Strecke außer Betrieb) |                      | Paasdorf Lokalbahn aufgelassen                               | Paasdorf Lokalbahn aufgelassen                               |
| Bahnübergang (Strecke außer Betrieb) |                      | Mistelbacher Straße                                          | Mistelbacher Straße                                          |
| |                      | Gleisende neben Mistelbacher Straße                          |                                                              |
| Blockstelle |                      | Paasdorf Rübenplatz                                          | Paasdorf Rübenplatz                                          |
| Bahnübergang |                      | Umfahrung Paasdorf                                           | Umfahrung Paasdorf                                           |
| Abzweig geradeaus und von links |                      | von Korneuburg                                               | von Korneuburg                                               |
| Bahnübergang |                      | Mistelbacher Straße                                          | Mistelbacher Straße                                          |
| Abzweig geradeaus und von links |                      | von Wien                                                     | von Wien                                                     |
| Dienststation / Betriebs- oder Güterbahnhof |                      | Mistelbach Lokalbahn                                         | Mistelbach Lokalbahn                                         |
| Strecke |                      | nach Hohenau                                                 | nach Hohenau                                                 |

Die Lokalbahn Gänserndorf–Mistelbach (heute auch als Weinviertel-Landesbahn bezeichnet) ist eine eingleisige, nicht elektrifizierte und von den ÖBB betriebene Nebenbahn im Weinviertel in Niederösterreich. Die Strecke verband ursprünglich die beiden Bezirkshauptstädte Gänserndorf und Mistelbach, zuletzt wurde noch der Abschnitt Gänserndorf–Bad Pirawarth bedient.

## Geschichte

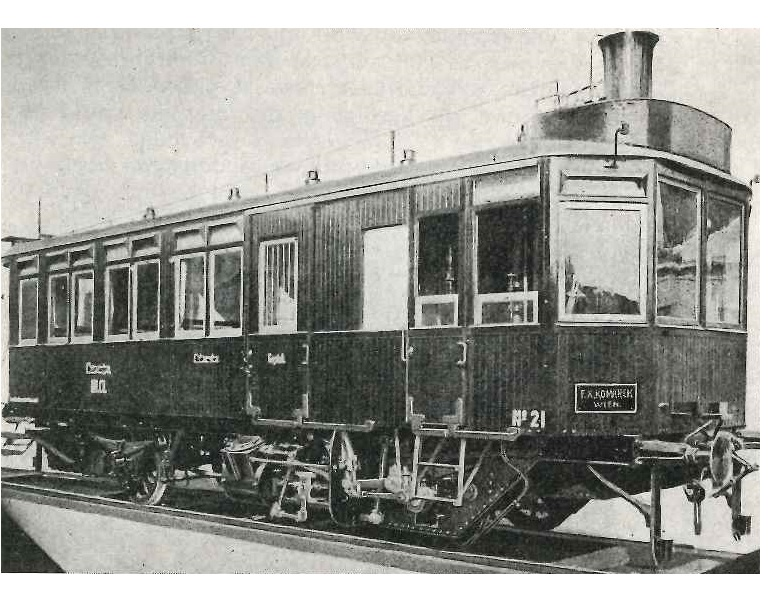
Komarek-Dampftriebwagen NÖLB 20–21

Die Bahnstrecke von Gänserndorf nach Gaunersdorf (heute Gaweinstal) wurde von der Aktiengesellschaft Lokalbahn Gänserndorf – Gaunersdorf errichtet, der erste Spatenstich fand am 20. April 1902 und die feierliche Eröffnung am 13. September 1903 statt. Zu den Ehrengästen zählten Eisenbahnminister Heinrich von Wittek, der Niederösterreichische Statthalter Erich von Kielmansegg und der Wiener Bürgermeister Karl Lueger. Die Betriebsführung erfolgte von Beginn an durch die Niederösterreichischen Landesbahnen (NÖLB). Entgegen der ursprünglichen Konzession wurden neben den zwei Zweikupplern Reihe NÖLB 1 auch zwei „Motorwagen“ der Bauart Komarek, Reihe NÖLB 20–21 angeschafft. Diese bewährten sich jedoch nicht. Später kamen Lokomotiven der Reihen 2 und 102 der NÖLB zum Einsatz.
Gemäß einem bereits 1903 im Landtag von Niederösterreich eingebrachten Antrag wurde die Verlängerung der Strecke zum Mistelbacher Lokalbahnhof, nach technisch-polizeilicher Abnahme am 12. November 1906, am 15. des Monats in Betrieb genommen. Die Lokalbahn blieb stets defizitär und musste mit Zuschüssen des Landes betrieben werden.
Am 1. Jänner 1921 wurden sämtliche NÖLB-Strecken von den Bundesbahnen Österreichs übernommen. Die Übernahme der Lokalbahn Gänserndorf – Mistelbach in den Pachtbetrieb der Österreichischen Bundesbahnen erfolgte am 24. September 1924. Mit 1. Juli 1935 erlosch die Konzession der Lokalbahn von Mistelbach nach Gaunersdorf (Gaweinstal), selben Tags ging das Eigentum an der konzessionierten Lokalbahnlinie an den Bund über, und die Betriebsführung oblag von da an dem Wirtschaftskörper „Österreichische Bundesbahnen“.

### Einstellung und erhaltene Streckenteile

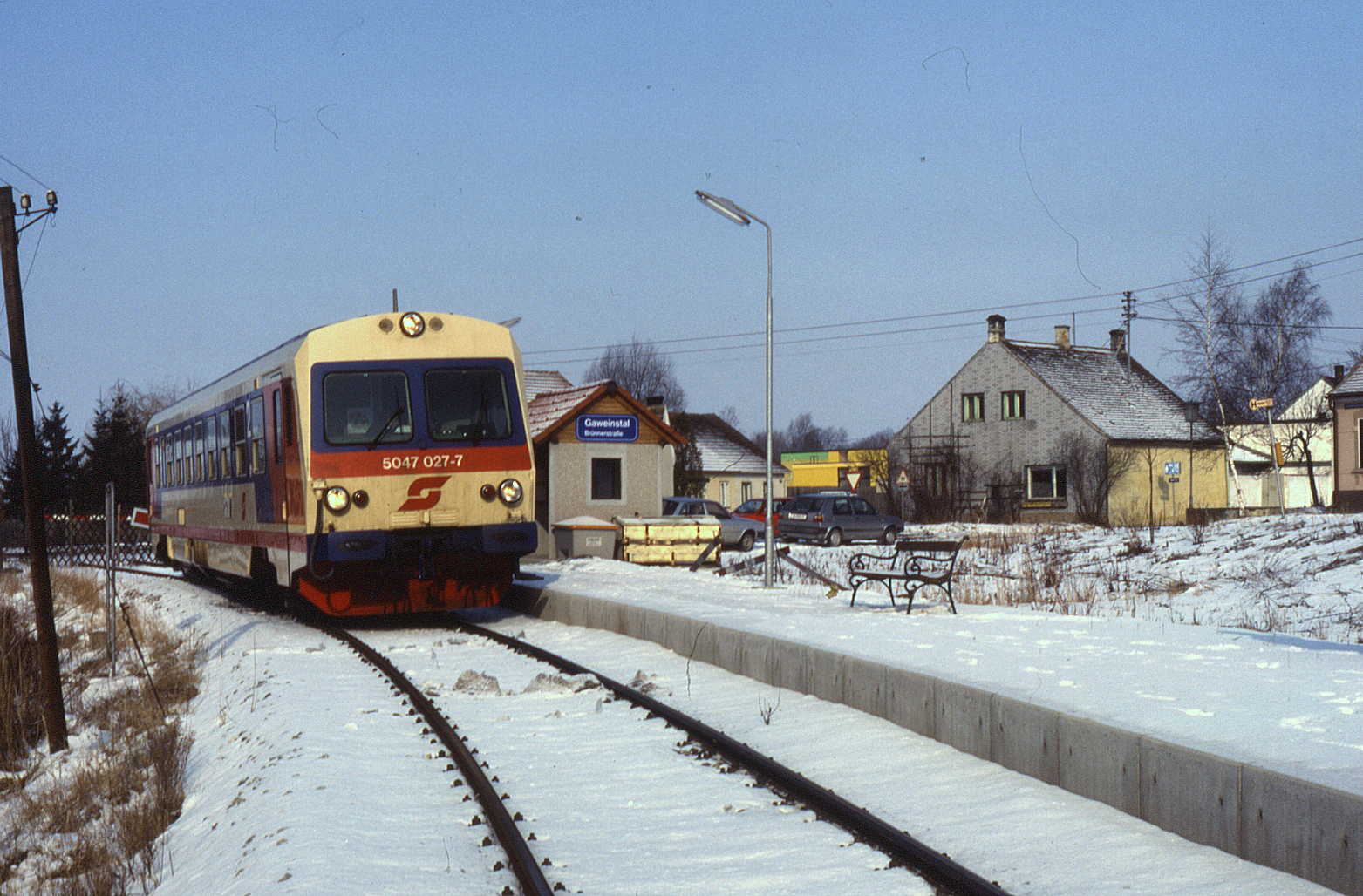
Ein Zug der Baureihe 5047 am Bahnhof Gaweinstal-Brünner Straße (1991)

Am 28. Mai 1988 wurde die Strecke Gaweinstal Brünner Straße – Mistelbach eingestellt, 2004 der verbliebene Personenverkehr im Abschnitt Gaweinstal Brünner Straße – Bad Pirawarth. Mit 8. September 2010 wurde dieser Streckenabschnitt stillgelegt und die Konzession für erloschen erklärt, die Gleise sind im Jahr 2014 abgebaut worden. Im Ortsbereich von Bad Pirawarth wurde die ehemalige Bahntrasse mittlerweile in einen Radweg umgebaut. Das ehemalige Haltestellenhäuschen Bad Pirawarth Haltestelle wurde in Folge renoviert und daneben Turngeräte aufgestellt.
Seit 2004 wurde die verbliebene Strecke als Weinviertel-Landesbahn bezeichnet, die Züge der Reihe 5047 pendelten im Stundentakt zwischen Gänserndorf und Groß-Schweinbarth. Der Abschnitt Groß Schweinbarth – Bad Pirawarth wurde zuletzt nur noch von Zügen aus Obersdorf bedient.
Der kurze Abschnitt zwischen Mistelbach Lokalbahnhof und Paasdorf Rübenplatz wird in der Rübensaison noch betrieben, da sich dort ein großer Rübenverladeplatz befindet. Die Trasse Gaweinstal – Paasdorf Rübenplatz ist großteils noch erhalten, die Gleise sind jedoch mittlerweile entfernt. Der vormalige Endbahnhof Mistelbach Lokalbahn ist über die Lokalbahn Korneuburg–Hohenau bzw. einem Verbindungsgleis zur Laaer Ostbahn noch an das Eisenbahnnetz angeschlossen und wird für den Güterverkehr genutzt. Der Verein Neue Landesbahn hat dort seinen Sitz und dessen Museumsfahrzeuge sind im ehemaligen Heizhaus untergebracht.
Der Abschnitt zwischen Gänserndorf und Bad Pirawarth wurde im Dezember 2019 eingestellt, soll jedoch für die Zukunft und allfällige Betriebsfahrten vorerst erhalten bleiben.

## Streckenverlauf
Von Gänserndorf an der Nordbahn gelangt die Strecke nord- bzw. nordwestwärts in nicht direkter Linienführung, sondern östlich über Prottes und Matzen am Fuße des Matzner Waldes ins Tal des Weidenbachs und damit in den früheren Bahnknoten Groß Schweinbarth. Nordwärts in der Geländefurche weiter, wurde über Gaweinstal Atzelsdorf erschlossen und beim „Weißen Kreuz“ der Geländerücken zum Zayatal hin überwunden. In einem Seitengraben erfolgte dann der Abstieg über Paasdorf zum Bahnknoten Mistelbach.

## Bilder

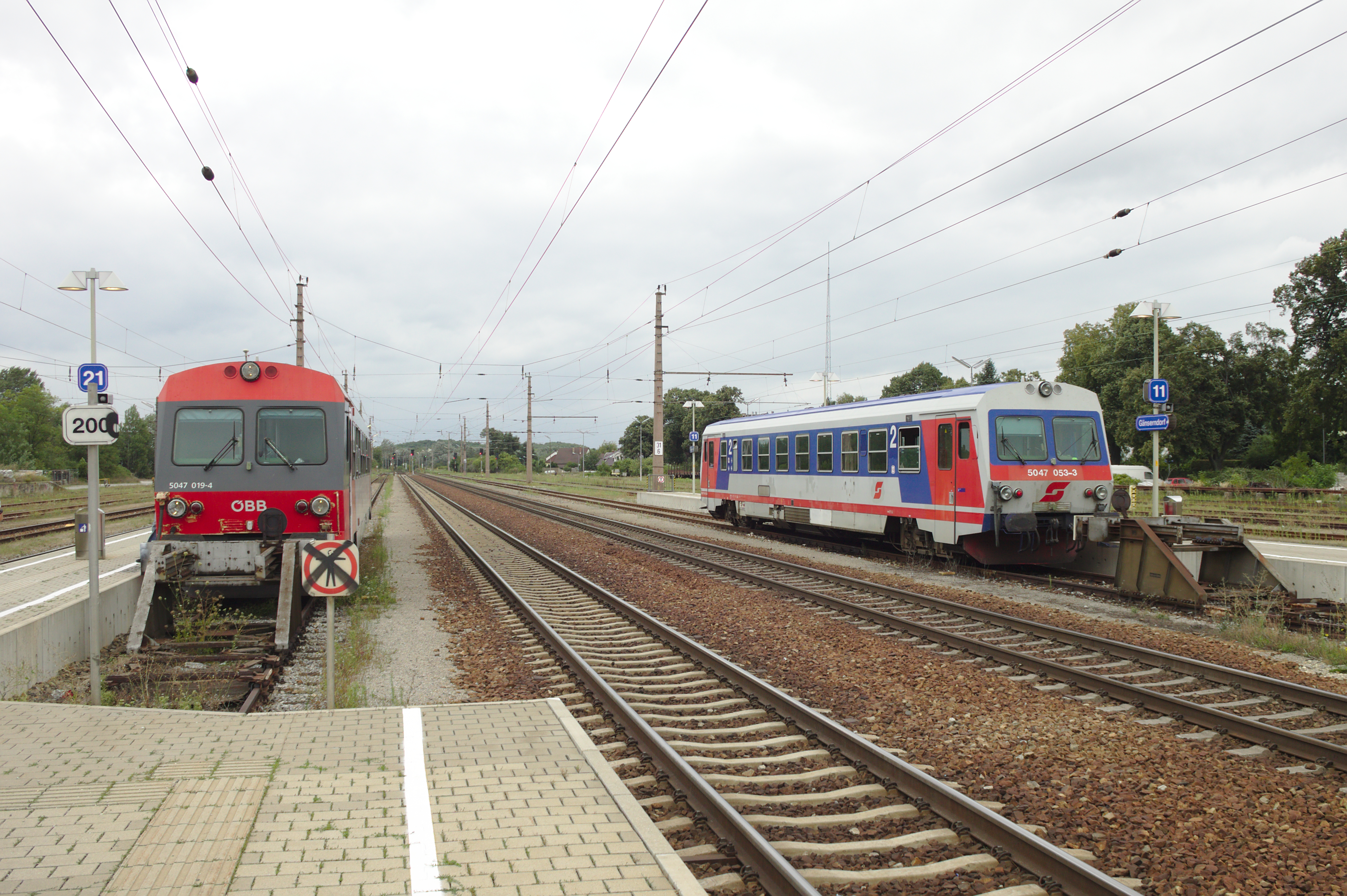
Gänserndorf, Ausgangspunkt der Strecke
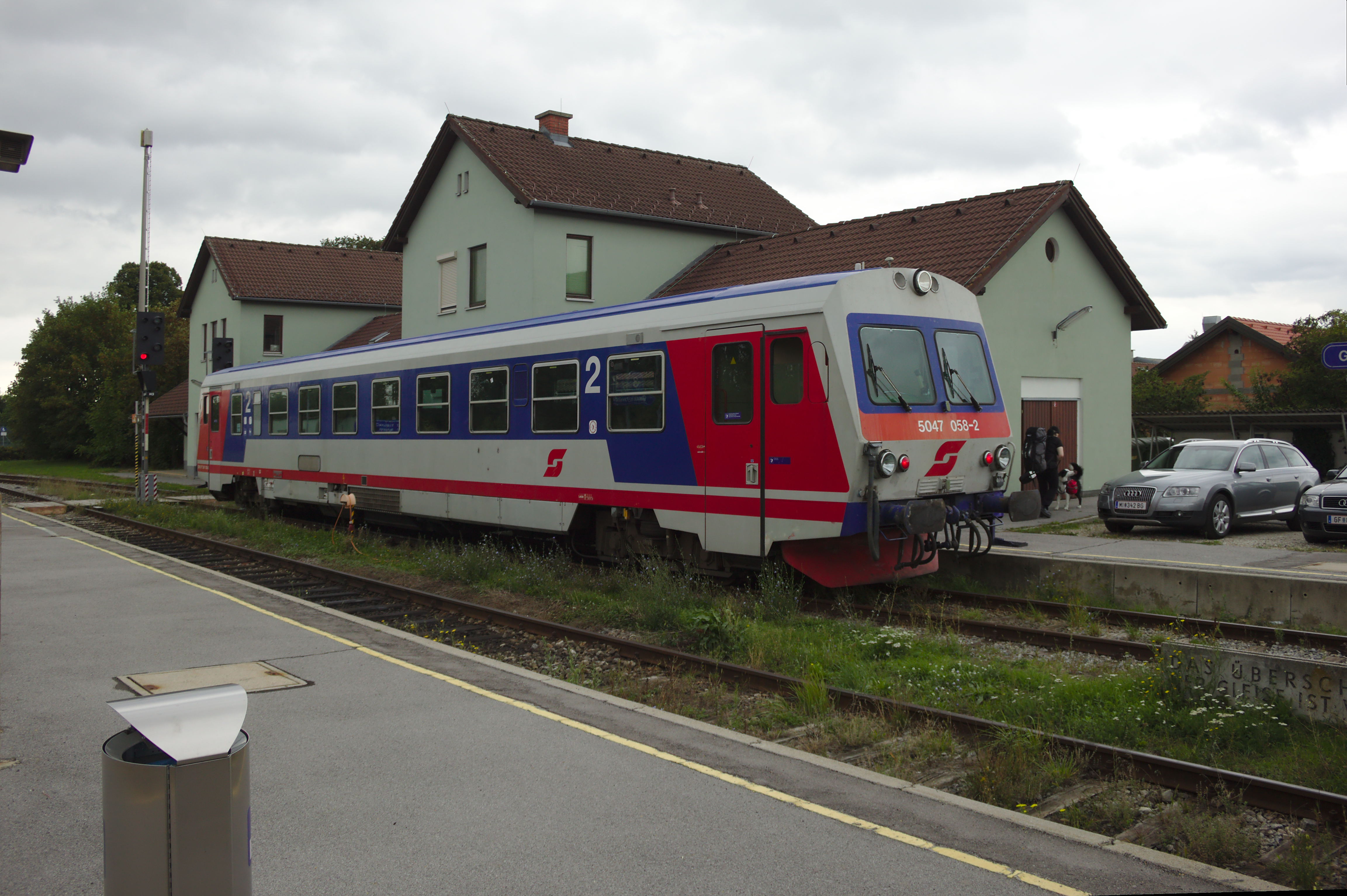
Bahnhof Groß Schweinbarth
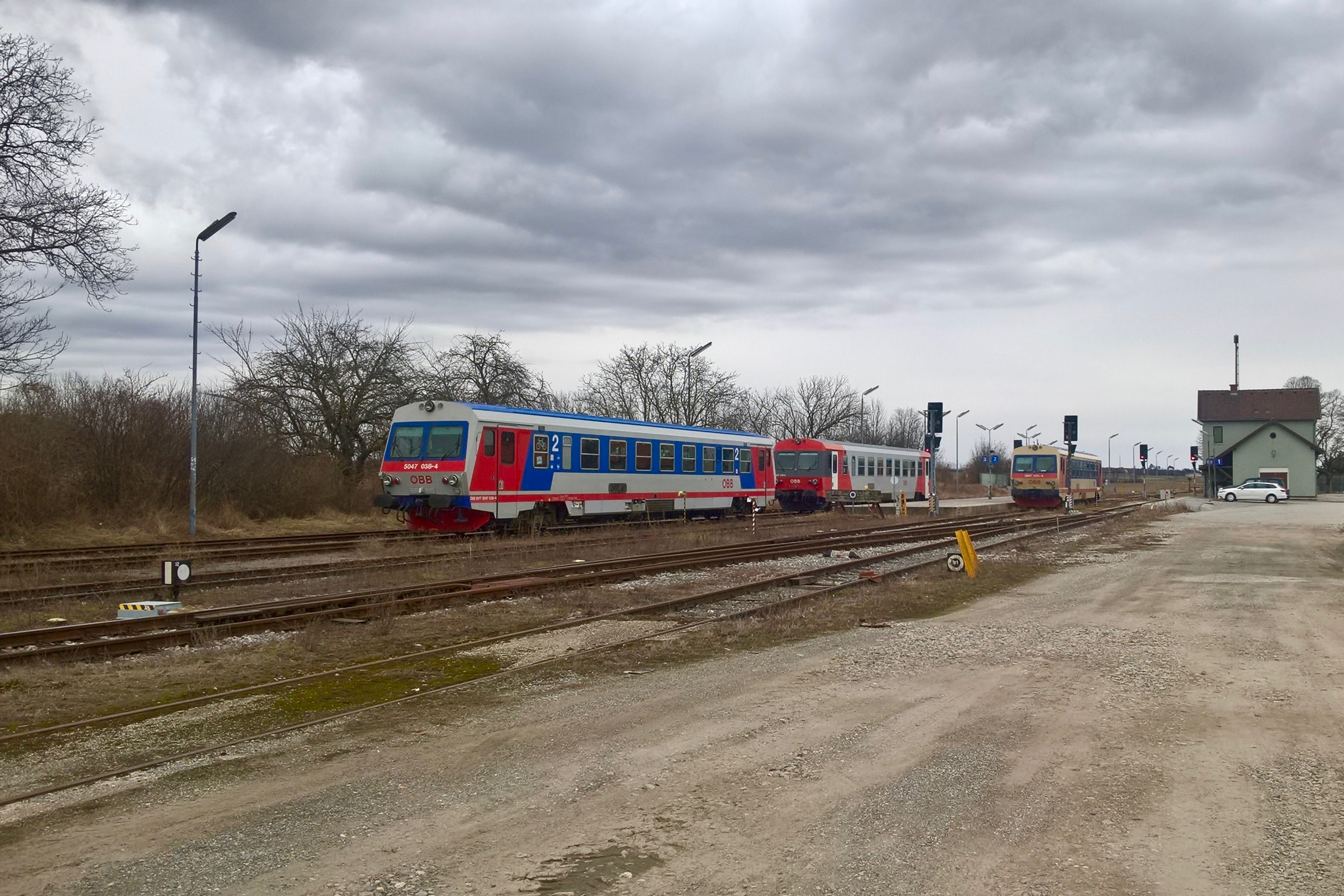
Betrieb im Bahnhof Groß Schweinbarth (2017)
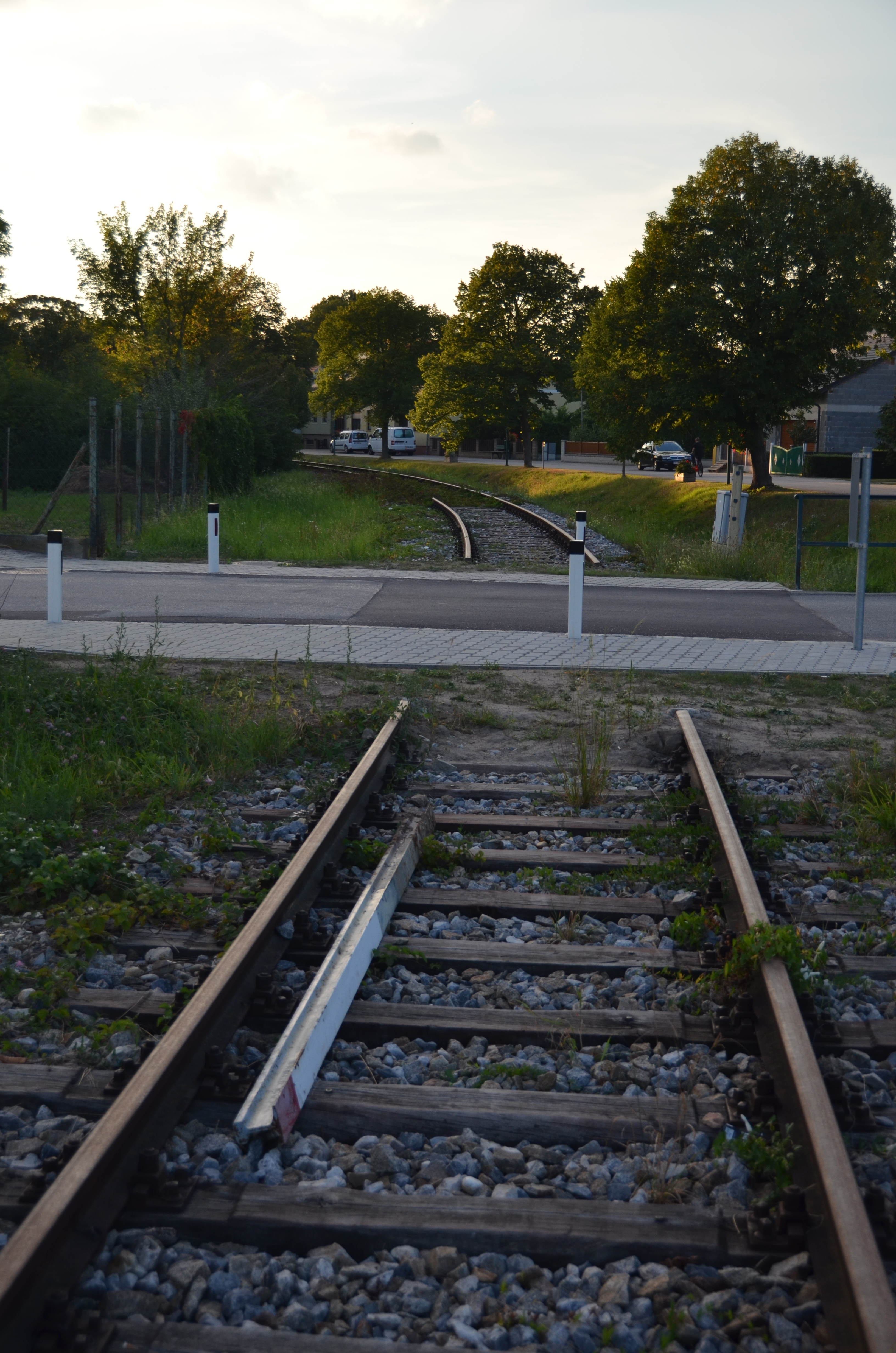
Kreuzung mit Straße in Bad Pirawarth vor dem Abbau der Gleise
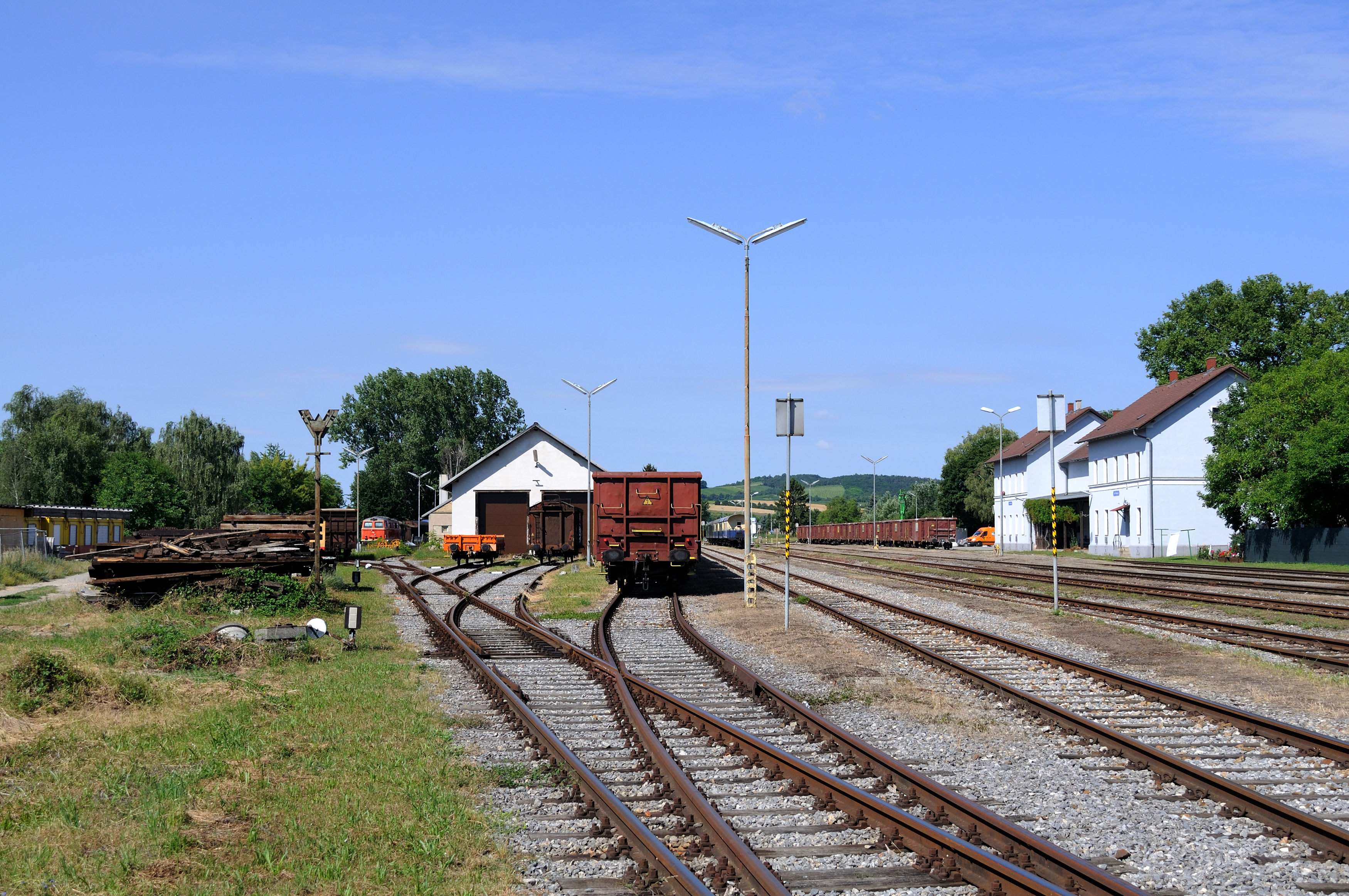
Bahnhof Mistelbach Lokalbahn, 2016

## Bahnbetrieb heute
Mit Fahrplanwechsel am 15. Dezember 2019 wurde der Personenverkehr auf der Strecke aufgrund zu geringer Auslastung eingestellt. Ersatzweise verkehren schon seit dem 2. September 2019 die neuen Buslinien 530 und 535.
Im Frühling 2021 wurde das gesamte Schweinbarther Kreuz, einschließlich der Strecke Gänserndorf – Bad Pirawarth, nach Messfahrten gesperrt und nach Ausbesserungen wieder für befahrbar erklärt.